# Тихенко, Сергей Иванович
Сергей Иванович Тихенко (1896—1971) — советский учёный-криминалист, доктор юридических наук (1959), профессор (1960).

## Биография
Родился 7 июня (19 июня по новому стилю) 1896 в городе Шемахы Российской империи, ныне Шемахинского района Азербайджана, в семье Ивана Андреевича и Глафиры Григорьевны Тихенко.
Учился в Петроградской гимназии. В 1918 году окончил юридический факультет Санкт-Петербургского университета. Принимал участие в Гражданской войне — был следователь революционно-военного трибунала войск Восточной Сибири, затем — военно-транспортного трибунала Юго-Западной железной дороги.
В 1921 году начал педагогическую деятельность в Киевской военной школе, где преподавал военное законодательство. В 1924 году на юридическом факультете Киевского института народного хозяйства (ныне Киевский национальный экономический университет имени Вадима Гетьмана) Тихенко занимался вопросами советского уголовного права и криминалистики. Работал в Украинской школе начальствующего состава милиции (ныне Национальная академия внутренних дел Украины) и в юридической школе Наркомюста Украинской ССР. С 1928 года он заведовал исправительно-трудовой секцией Киевского филиала Украинского института изучения преступности. С 1935 года работал в Киевском институте научно-судебной экспертизы (ныне Киевский научно-исследовательский институт судебных экспертиз), где был старшим научным сотрудником, заведующим секцией криминалистики и постоянным членом Ученого совета института. В этот же период работал заместителем заведующего секцией уголовного права и процесса Украинского научно-исследовательского института юридических наук.
Во время Великой Отечественной войны был военным следователем прокуратуры Закавказского фронта. После войны продолжил научно-преподавательскую деятельность. В 1945 году защитил кандидатскую диссертацию на тему «Судебно-графическая экспертиза рукописных текстов». С 1947 года — заведующий кафедрой уголовного права и криминалистики Киевского государственного университета (ныне Киевский национальный университет имени Тараса Шевченко). В 1947—1952 годах был членом Верховного суда Украинской ССР. В 1957—1960 годах — член комиссии при Министерстве юстиции Украины. В 1960 году был в составе рабочей группы по подготовке Криминального кодекса УССР. В 1959 году Тихенко защитил диссертацию на соискание ученой степени доктора юридических наук на тему «Борьба с хищениями социалистической собственности, связанными с подлогом документов».
Являлся членом научно-консультационного совета при Верховном суде УССР и членом секции по юридическим наукам Научно-технического совета при Министерстве высшего и среднего специального образования, а также редактором научного сборника «Вестник Киевского университета».
Умер 15 октября 1971 года в Киеве. Похоронен на Байковом кладбище города. Был женат на Марии Ростиславовне Беспаловой, детей у них не было.
Заслуженный деятель науки Украинской ССР (1968), награждён медалями, в числе которых «За оборону Кавказа» и «За победу над Германией в Великой Отечественной войне 1941—1945 гг.».

## Труды
Главные направления научных исследований С. И. Тихенко — криминалистическая экспертиза, судебно-графическая экспертиза, судебное почерковедение, проблемы борьбы с хищениями. Автор более 60 научных трудов, в числе основных его работ:
- «Невменяемость и вменяемость» (1927),
- «Фиксация следов ног на сыпучем грунте» (1937),
- «Экспертиза рукописных текстов» (1946),
- «Борьба с хищениями социалистической собственности, связанными с подлогом документов» (1959),
- «Уголовная ответственность за должностные преступления» (1964),
- «Развитие криминалистики в Украинской ССР за 50 лет Советской власти» (1967, соавтор).